# Wayne Shorter
Wayne Shorter (Newark, 25 de agosto de 1933 - Los Ángeles, 2 de marzo de 2023)fue un saxofonista y compositor estadounidense de jazz. 
Se trata de uno de los músicos de jazz más activos e influyentes, de forma permanente a lo largo de su carrera. Heredero de John Coltrane, su música se encuadra dentro del post-bop, realizó aportes fundamentales al desarrollo del hard bop, del jazz modal y de la fusión, incluso añadió en sus últimos discos un toque funk.[cita requerida]
Su influencia en muchos artistas que surgieron en los 80 (como Branford Marsalis) ha sido considerable sobre la base de su trabajo de los años 60 y 70. 
Experto tanto en el saxo soprano como en el tenor, sonaba diferente según tocase uno u otro. Con el saxo tenor sonaba estricto y cerebral, mientras que con el soprano se volvía más lírico y sensible.[cita requerida]
Como compositor fue conocido por sus melodías concebidas con cuidado, complejas y extensas, muchas de las cuales se han convertido en estándares del jazz.[cita requerida]

## Biografía
Shorter comenzó como intérprete de clarinete a los 16 años, pero se cambió al saxo tenor antes de entrar en la Universidad de Nueva York en 1952. Tras graduarse en 1956, tocó con Horace Silver durante un breve período hasta alistarse en el ejército durante dos años. Una vez fuera del servicio, se unió a la orquesta de Maynard Ferguson, conoció al pianista Joe Zawinul. En 1958, comenzó a improvisar en clubs de jazz con John Coltrane y Sonny Rollins. Al año siguiente, se unió a los Jazz Messengers de Art Blakey, con quienes estuvo hasta 1963, tras haber sido su director musical en algunos momentos. Durante ese periodo con Blakey hizo su debut como líder grabando algunos discos para el sello de Chicago Vee-Jay. Tras varias tentativas, Miles Davis consiguió que se uniese a su quinteto en septiembre de 1964.
Durante su etapa con Davis, prolongada hasta 1970, Shorter se convirtió en el compositor más prolífico del grupo, contribuyó con temas como "E.S.P.", "Pinocchio", "Nefertiti", "Sanctuary", "Footprints", "Fall" y la clásica descripción de Miles "Prince of Darkness". Al producirse la transición de Davis del jazz acústico al eléctrico, Shorter tocó también el saxo soprano en 1968, un instrumento que resultó ser más adecuado para los nuevos timbres electrónicos que el tenor. Por lo que respecta a su prolífica obra como solista para Blue Note durante este periodo, Shorter expandió su paleta musical del hard bop a los mismos límites de la vanguardia atonal, incluso con interesantes incursiones en el territorio de la fusión con el rock a comienzos de los setenta.
En noviembre de 1970 formó junto con Joe Zawinul y Miroslav Vitous el grupo Weather Report, donde tras un comienzo impetuoso el toque de Shorter se hizo más melódico y poco a poco más subordinado a los conceptos de Zaniwul. Por entonces, tocaba sobre todo el saxo soprano, aunque a finales de la carrera del grupo volvió a tocar el tenor. 
El trabajo como solista de Shorter durante esta etapa estuvo muy limitado, produjo un único disco, Native Dancer, una interesante aproximación a la fusión con ritmos brasileños en colaboración con Milton Nascimento. Shorter revisitó también el pasado a finales de los setenta yendo de gira con Freddie Hubbard y con antiguos colaboradores de Miles como Herbie Hancock, Ron Carter y Tony Williams con quienes formó el grupo V.S.O.P.
Shorter abandonó Weather Report en 1985. Todavía comprometido con la electrónica y la fusión, sus composiciones de esta nueva etapa son más trabajadas, sustentadas con rigor por la sección rítmica y con arreglos muy complicados. Tras tres discos para Columbia entre 1986-1988, y una gira con Carlos Santana, desapareció de la escena hasta 1992, en que regresó con Wallace Roney y la sección rítmica de V.S.O.P. en un homenaje discográfico a Miles Davis.  
En 1994, ya en Verve, presentó High Life, en colaboración con la teclista Rachel Z. Participó como invitado en el disco de los Rolling Stones de 1997 Bridges to Babylon y en Gershwin's World de Herbie Hancock en 1998. En 2001, regresó con Hancock para grabar Future 2 Future y Marcus Miller del propio Miller. 
En 1998 recibió un doctorado honorario en música del prestigioso Berklee College of Music. Ha recibido diez premios Grammy, como compositor o instrumentista. En 2006, su cuarteto ganó el premio anual para pequeños grupos, de la Asociación de Periodistas de Jazz norteamericana. En 2007 recibió el "Premio Donostiako Jazzaldia", entregado cada año por el Festival de Jazz de San Sebastián (Jazzaldia). En 2010 fue merecedor de otro doctorado honorífico de la Universidad de Nueva York.

## Discografía

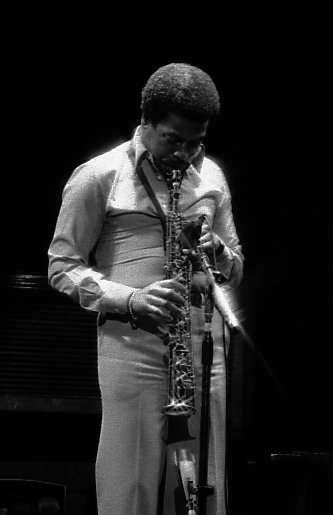
Wayne Shorter en 1977

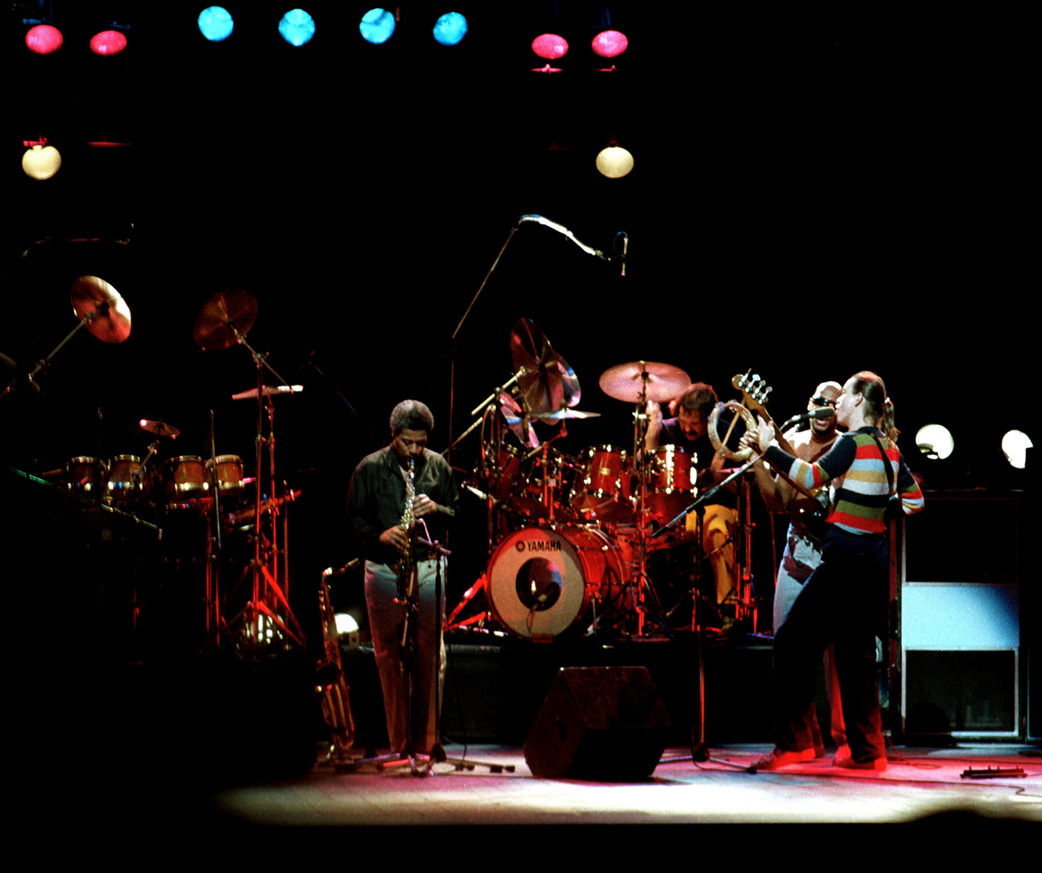
Con Weather Report en 1981

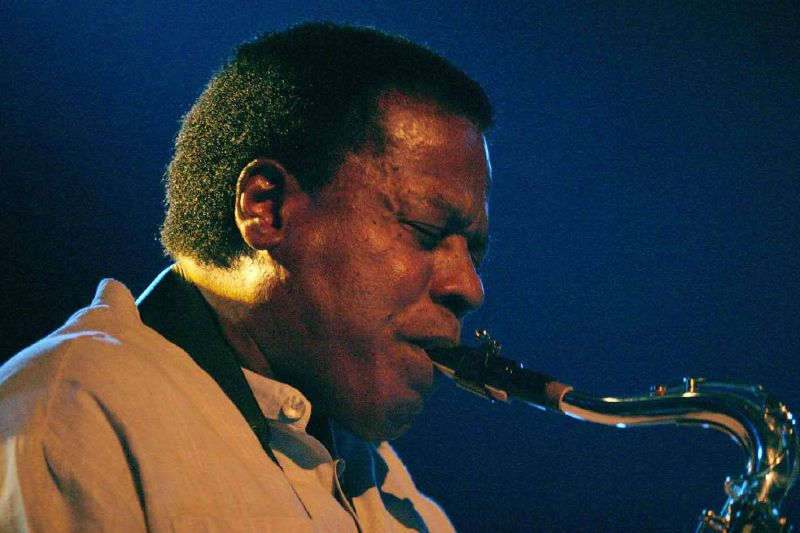
Shorter en 2006.

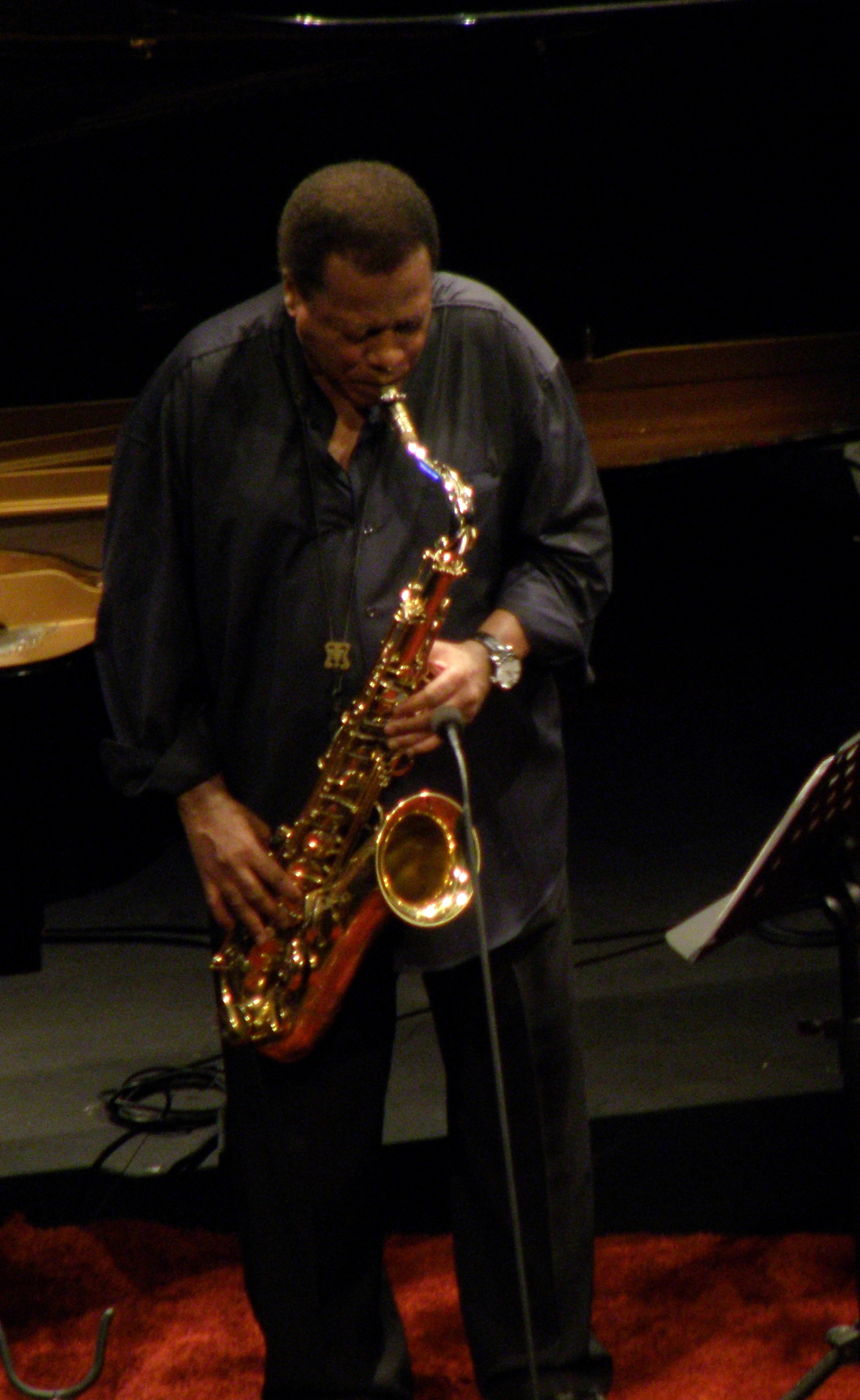
En el Teatro degli Arcimboldi, Italia, 2010.

### Como líder
- 1959 Blues à la Carte
- 1959 Introducing Wayne Shorter
- 1960 Second Genesis
- 1961 Free Form
- 1962 Wayning Moments
- 1962 Wayning Moments Plus
- 1964 Night Dreamer
- 1964 JuJu
- 1964 Speak No Evil
- 1965 The Soothsayer
- 1965 The Collector
- 1965 Et Cetera
- 1965 The All Seeing Eye
- 1966 Adam's Apple
- 1967 Schizophrenia
- 1969 Super Nova
- 1970 Moto Grosso Feio
- 1970 Odyssey of Iska
- 1974 Native Dancer
- 1985 Atlantis
- 1986 Phantom Navigator
- 1988 Joy Ryder
- 1994 High Life
- 2002 Footprints Live
- 2003 Alegría
- 2005 Beyond the Sound Barrier
- 2013 Without a Net
- 2014 Portrait

### Con losJazz MessengersdeArt Blakey
- 1959 Africaine
- 1960 A Night In Tunisia
- 1960 Like Someone in Love
- 1960 Meet You at the Jazz Corner of the World
- 1960 Roots & Herbs
- 1960 The Big Beat
- 1961 A Day With Art Blakey
- 1961 Impulse!!! Art Blakey!!! Jazz Messengers!!!
- 1961 Buhaina's Delight
- 1961 Mosaic
- 1961 The Freedom Rider
- 1961 The Witch Doctor
- 1961 At The Free Trade Hall (Free Trade Hall, Manchester,United Kingdom. May 6,1961)
- 1961 Tokyo 1961
- 1962 Caravan
- 1962 Three Blind Mice, Volume 1
- 1962 Three Blind Mice, Volume 2
- 1963 Ugetsu
- 1964 Free for All
- 1964 Indestructible

### Con otros artistas deBlue Note
- 1961 Free Form (Donald Byrd)
- 1962 Here to Stay (Freddie Hubbard)
- 1962 Ready for Freddie (Freddie Hubbard)
- 1963The Body and the Soul (Freddie Hubbard)
- 1964 Search for the New Land (Lee Morgan)
- 1964 Some Other Stuff (Grachan Moncur III)
- 1965 The Gigolo (Lee Morgan)
- 1965 Spring (Tony Williams)
- 1966 Delightfulee (Lee Morgan)
- 1967 Standards (Lee Morgan)
- 1967 Sweet Slumber (Lou Donaldson)
- 1967 The Procrastinator (Lee Morgan)
- 1968 Expansions (McCoy Tyner)
- 1970 Extensions (McCoy Tyner)
- 1986 Power of three (Michel Petrucciani, Jim Hall)

### ConMiles Davis
- 1964 Miles In Berlin
- 1965 E.S.P.
- 1965 Live at the Plugged Nickel
- 1966 Miles Smiles
- 1967 Nefertiti
- 1967 Sorcerer
- 1968 Filles de Kilimanjaro
- 1968 Miles in the Sky
- 1969 In A Silent Way
- 1969 Bitches Brew
- 1970 Live at the Fillmore East

### ConWeather Report
- 1971 Weather Report
- 1972 I Sing The Body Electric
- 1973 Sweetnighter
- 1974 Mysterious Traveller
- 1975 Black Market
- 1975 Tale Spinnin'
- 1977 Heavy Weather
- 1978 Mr. Gone
- 1979 8:30
- 1980 Night Passage
- 1982 Weather Report
- 1983 Procession
- 1983 Domino Theory
- 1984 Sportin' Life
- 1985 This Is This!

### Con otros
- 1977 Don Juan's Reckless Daughter (Joni Mitchell)
- 1978 Mingus (Joni Mitchell)
- 1980 The Swing of Delight (Carlos Santana)
- 1980 Aja (Steely Dan)
- 1982 Wild Things Run Fast (Joni Mitchell)
- 1985 Dog Eat Dog (Joni Mitchell)
- 1988 Chalk Mark in a Rain Storm (Joni Mitchell, recorded 1981)
- 1989 The End of the Innocence (Don Henley)
- 1990 Night Ride Home (Joni Mitchell)
- 1994 Turbulent Indigo (Joni Mitchell)
- 1997 1 + 1 (Herbie Hancock)
- 1998 Taming the Tiger (Joni Mitchell)
- 2000 Both Sides Now (Joni Mitchell)
- 2002 Travelogue (Joni Mitchell)
- 2007 Carlos Santana and Wayne Shorter (Carlos Santana)

## Libros
- Michelle Mercer, Footprints: The Life and Work of Wayne Shorter (Tarcher/Penguin, 2005)